# Vanga rogenc
El vanga rogenc (Schetba rufa) és un ocell de la família dels vàngids (Vangidae) i única espècie del gènere Schetba Lesson, 1831. Habita els boscos, localment a les terres baixes de l'oest i nord de Madagascar.